# Bank of America

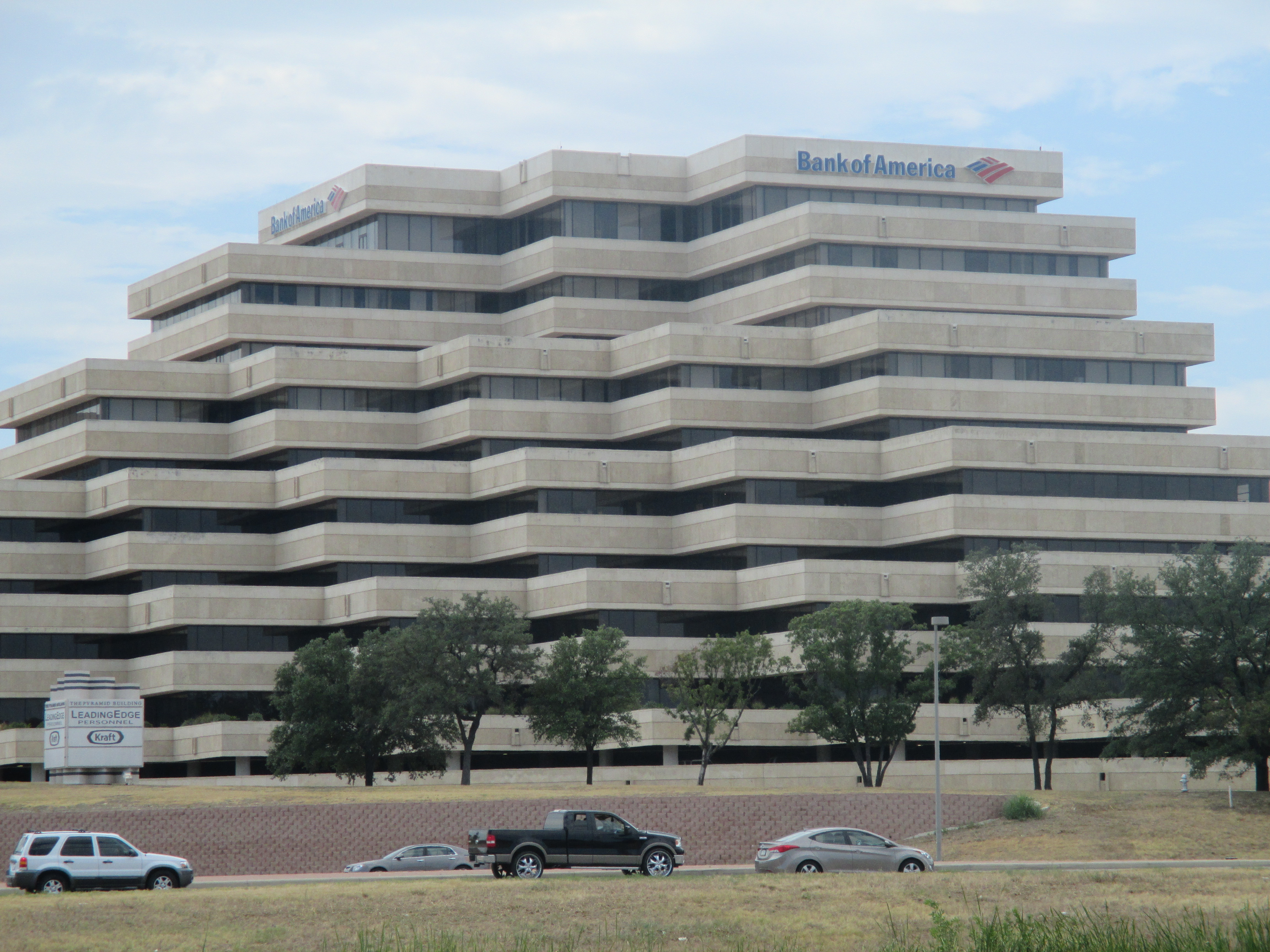
Pyramid-shaped Bank of America building towers over Interstate 410 in San Antonio, Texas.

Bank of America (viết tắt là BoA) là một ngân hàng đa quốc gia và công ty dịch vụ tài chính Mỹ có trụ sở tại Charlotte, North Carolina. Đây là công ty cổ phần ngân hàng lớn thứ hai ở Hoa Kỳ tính theo tài sản. Tính đến năm 2013, Bank of America là công ty lớn thứ hai mươi mốt ở Mỹ tính theo tổng doanh thu. Năm 2010, tạp chí Forbes liệt kê Bank of America là công ty lớn thứ ba thế giới.
Vụ mua lại ngân hàng Merrill Lynch năm 2008 đã khiến Bank of America trở thành công ty quản lý tài sản lớn nhất thế giới và là một tổ chức tham gia chính trong thị trường ngân hàng đầu tư. Tài sản ngân hàng này năm 2013 là 2102 tỷ USD, thu nhập thuần năm 2013 là 11,43 tỷ USD.
Ngày 21/8/2014, ngân hàng này đã chấp nhận khoản tiền phạt gần 17 tỷ USD do tội lừa dối khách hàng khi tiến hành các hoạt động liên quan tới những khoản cho vay dưới chuẩn, căn nguyên đẩy nền kinh tế Hoa Kỳ rơi vào cuộc đại suy thoái 2007-2009.

## Việt Nam
Chi nhánh đầu tiên của Bank of America được mở ở Sài Gòn năm 1966.